# Gustav-Adolf Johansson
Gustav-Adolf Johansson, född 6 november 1912 i Askersund, död 2011, var en svensk målare, grafiker och tecknare.
Han var son till lantbrukaren Karl Johansson och Ester Grell och från 1938 gift med Käthie Olsson.  
Johansson arbetade som yrkesmålare och i början av fyrtiotalet studerade han teckning vid ABC-skolan i Stockholm där han fick ett Parisstipendium som ledde till studier på Académie Julian i Paris. Han debuterade i Borås och Sjuhäradsbygdens utställning på Borås konstmuseum 1944 och han medverkade i den 12:e grafiktriennalen på Konstakademien i Stockholm 2003. 
Hans konst består av arkitekturmotiv, realistiska landskap, stilleben och porträtt i olja eller torrnålsgravyr.
Johansson är representerad vid Nationalmuseum, Värmlands museum, Örebro läns museum, Borås konstmuseum, Statens Konstråd, Grafikens hus, Centralpostens konstsamling samt i ett flertal svenska kommuner.
En minnesutställning med Johanssons konst visades på Ålgården i Borås 2012.